# Saint George (Bermuda)
Saint George Island is het noordoostelijkste van de vier grootste eilanden van Bermuda.
Er ligt maar een plaats op het eiland, gelijknamig aan het eiland zelf, Saint George. Officieel heet het eiland Saint George Island, maar meestal wordt het eiland aangegeven als Saint George.

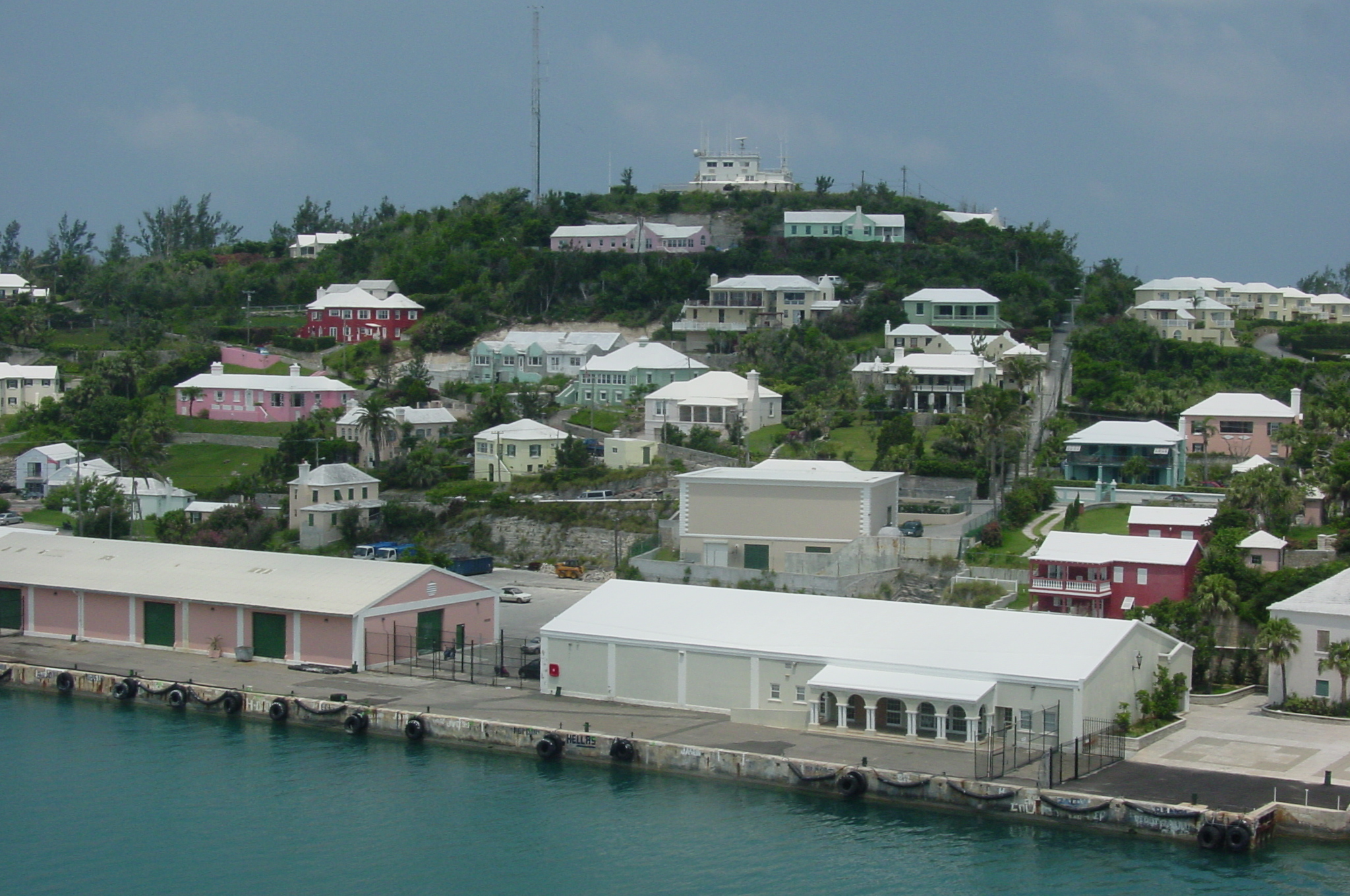
St. George's
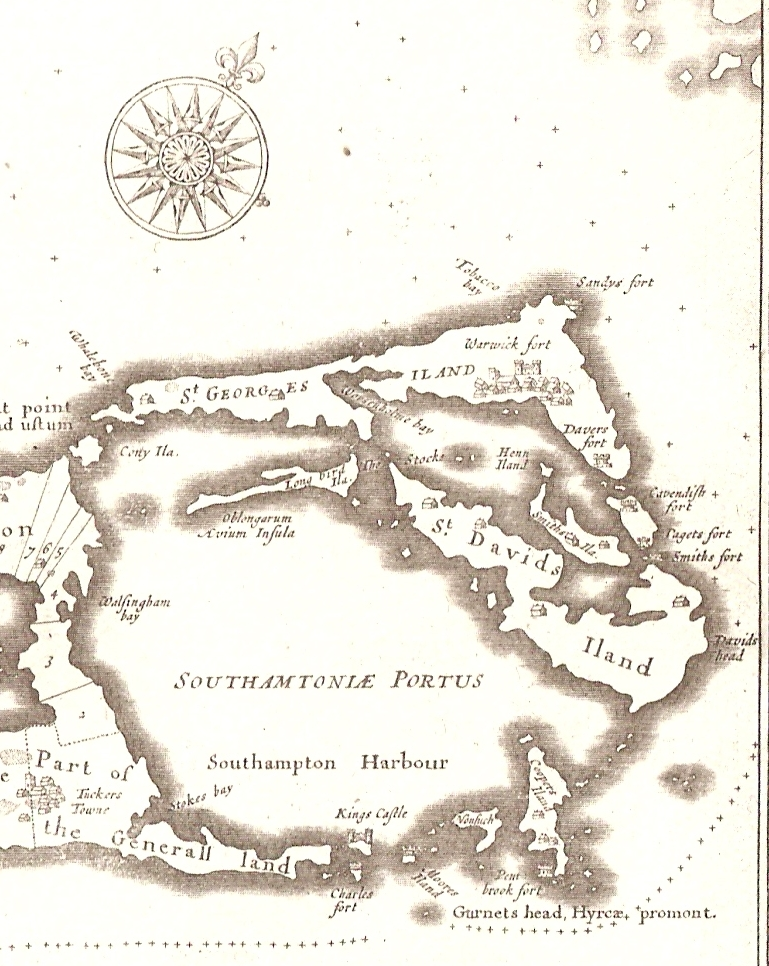
Kaart van Saint George en Saint David uit 1676